# Testamento di sangue
Testamento di sangue (Money, Women and Guns) è un film del 1958 diretto da Richard Bartlett.
È un film western statunitense con Jock Mahoney, Kim Hunter e Tim Hovey.

## Trama
Il detective Silver Hogan è incaricato di rintracciare gli eredi indicati nello strano testamento lasciato da un vecchio minatore, vittima di omicidio. Il primo erede è Davy Kingman, un bambino che vive con la giovane madre vedova. Il secondo è Clint Gunston, un giovane dall'oscuro passato che potrebbe rifarsi una vita con la sua quota di eredità ma che, avendo assaltato una diligenza, si trova in prigione. Il terzo erede è Henry Devers, vecchio socio del minatore, che rischia di vedersi sfuggire il denaro dell'eredità perché un amico tenta di derubarlo, ma poi si pente. Alla ricerca del quarto erede che risulta introvabile, Hogan ora cerca anche di capire chi ha assassinato il vecchio minatore: parlando con un suo occasionale compagno di viaggio scopre che è costui il quarto erede. Johnny Bee, questo il suo nome, gli confessa di aver egli stesso partecipato all'organizzazione di una rapina ai danni del vecchio, ma che si è defilato quando ha capito che i suoi compagni avrebbero voluto usare le armi per derubare la vittima. Condotto in prigione, dovrà chiarire la sua posizione prima di ottenere il denaro in eredità. Hogan, avendo completato il suo mandato, decide di sposare Mary, la giovane mamma di Davy.

## Produzione
Il film, diretto da Richard Bartlett su una sceneggiatura di Montgomery Pittman, fu prodotto da Howie Horwitz per la Universal International Pictures e girato a Lone Pine, California, da metà settembre a fine settembre 1957. Il titolo di lavorazione fu  Money, Women and Dreams. Jimmy Wakely è il cantante del brano che si ascolta durante i titoli di apertura, Lonely Is the Hunter.

## Distribuzione
Il film fu distribuito con il titolo Money, Women and Guns negli Stati Uniti nell'ottobre 1958 al cinema dalla Universal International Pictures.
Altre distribuzioni:
- in Germania Ovest il 2 aprile 1959 (Verräter unter uns)
- in Finlandia il 10 aprile 1959 (Lainvalvoja lännessä)
- in Austria nel giugno del 1959 (Verräter unter uns)
- in Messico il 31 marzo 1960 (Dinero, mujeres y sueños)
- in Brasile (Falta um para Vingar)
- in Spagna (Dinero mujeres y armas)
- in Francia (L'héritage de la colère)
- in Italia (Testamento di sangue)